# Super scription of data
「Super scription of data」（スーパー・スクリプション・オブ・データ）は、島みやえい子の5枚目のシングル。 2009年6月24日にフロンティアワークスから発売された。

## 概要
2009年初のシングル。表題曲は、OVA『ひぐらしのなく頃に礼』のオープニングテーマに起用され、『ひぐらし』関連のタイアップは5作目となった。当初発売はOVA第1巻『羞晒し編』と同時発売となる2月25日に発売を予定していたが、6月24日に延期となった。
Super scription of dataは「データの上書き」の意。

## 収録曲
（全作詞：島みやえい子）
1. Super scription of data [4:35]
作曲・編曲：高瀬一矢
  - OVA『ひぐらしのなく頃に礼』オープニングテーマ
2. electric universe [5:49]
作曲・編曲：SORMA No.1
3. Super scription of data（Instrumental）
4. electric universe（Instrumental）

## 収録アルバム
| 曲名                    | 収録アルバム                       | 発売日        | 備考            |
| ----------------------- | ---------------------------------- | ------------- | --------------- |
| Super scription of data | 『E.P.S -Eiko PRIMARY SELECTION-』 | 2011年6月29日 | ベストアルバム  |
| electric universe       | 『Perfect World』                  | 2010年4月28日 | 3rdミニアルバム |